# 8,8 cm Flak 18/36/37
8,8 cm Flak 18 (також знана як «Flak 88» або просто «вісім-вісім») — німецька зенітна гармата калібру 88 мм. Flak 18 розроблена 1932 року компанією Krupp, 1933 взята на озброєння. 1936 року було взято на озброєння модифікацію Flak 36 зі стволом розробки Rheinmetall, а 1939 — модифікацію Flak 37 з новими органами наведення. Всього виготовлено близько 20 тисяч одиниць упродовж 1932—1945.[⇨]
Першим бойовим застосуванням стала громадянська війна в Іспанії, де німецькі війська виявили її ефективність проти наземних цілей. У своїй основній ролі вони складали абсолютну більшість з-поміж важких гармат протиповітряної оборони Райху й були здатні боротись з більшістю бомбардувальників до кінця Другої світової, хоча американські B-17 були на межі можливостей. У сухопутних кампаніях Вермахту гармату активно використовували проти наземних цілей, зокрема, в протитанкових засадах, що й забезпечило її застрашливу репутацію.[⇨]
Успішне застосування зеніток у протитанковій ролі привело до появи 88-мм танкової гармати KwK 36 з ідентичними балістичними властивостями та снарядами, яку встановили на важкий танк Tiger. Протягом війни були спроби розробити заміну для Flak 18/36/37, в результаті чого виникли зенітна гармата Flak 41, протитанкова Pak 43 й танкова KwK 43.[⇨]
Flak 18/36/37 називають найвідомішою артилерійською системою Другої світової. Вони були звичайними гарматами свого часу й не мали видатних якостей, багато в чому поступаючись своїм аналогам. Але завдяки ефективному застосуванню проти бронетехніки та розвиненій системі протиповітряної оборони вони здобули легендарну славу.[⇨]

## Історія

### Створення

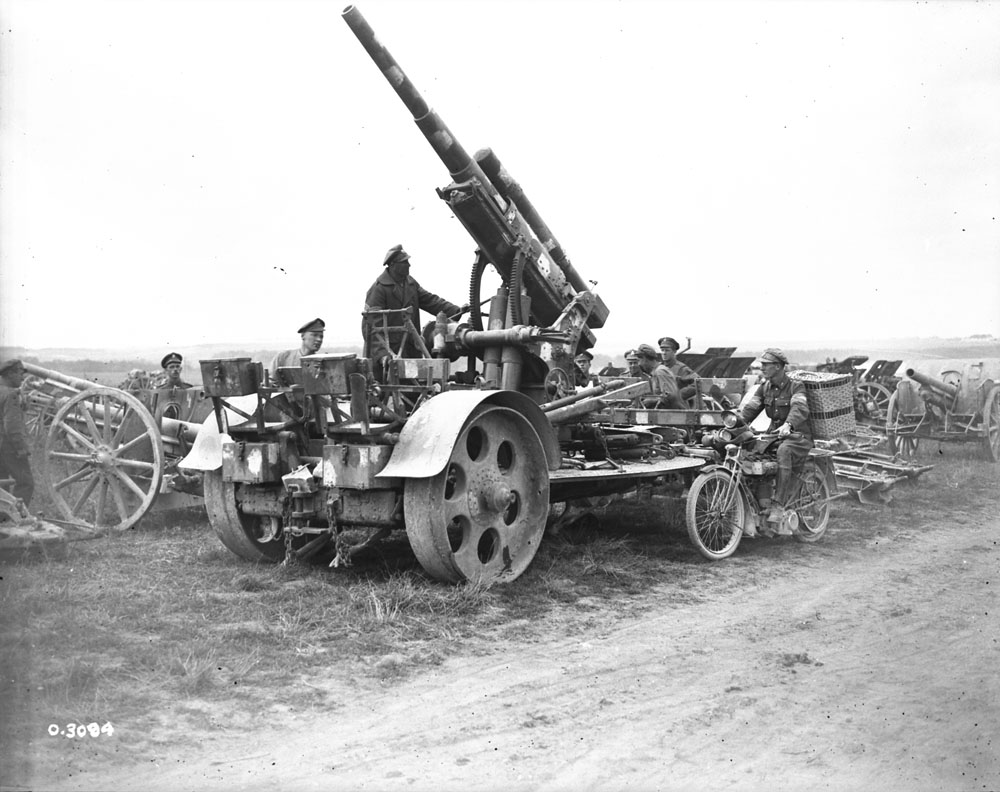
88-мм гармата 88-мм зенітна гармата Flak 16 періоду Першої світової

Наприкінці 1918 року Німеччина практично не мала сил протиповітряної оборони, оскільки країни Антанти конфіскували значну частину вцілілих зенітних гармат. Щобільше, згідно з Версальською угодою Німеччина не мала права розробляти й виготовляти артилерію калібром менше 170 мм, відповідно, й зенітна артилерія також потрапила під обмеження. На початку 1920-х німецькі збройні компанії Rheinmetall і Krupp, прагнучи уникнути стеження з боку спостерігачів, налагодили співпрацю з компаніями в інших країнах, зокрема — зі шведською Bofors. Асоціація між Krupp і Bofors, встановлена 1921 року, передбачала доступ німецьких фахівців до виробничих потужностей у Карлскузі в обмін на ліцензії та технічну допомогу.
Упродовж 1920-х Krupp і Bofors розробили зенітну гармату M1927, представлену в калібрах 75, 76,2 та 80 мм. Ці системи Швеція закупляла для своєї армії та постачала на експорт. Німеччина також закупляла обмежену їх кількість, однак їх визнали незадовільними. За досвідом Першої світової німецька армія вважала оптимальним калібр 88 мм для зенітних гармат: 75-мм снаряди були занадто слабкі, а 105-мм — заважкі для обслуги. Гармати цього калібру Flak 16 німецька армія успішно застосовувала ще з 1916 року.
1930 року асоціація Krupp/Bofors завершилась і німецькі фахівці повернулись до Ессена разом зі своїми напрацюваннями, де продовжили їх розвивати. Перші 88-мм гармати були готові до випробувань 1932 року. Прихід до влади націонал-соціалістів на чолі з Гітлером остаточно поклав край Версальській угоді, яка й так згасала наприкінці 1920-х, й дозволив розгорнути серійне виробництво зенітних гармат. Система отримала назву Flak 18, що означало, «зенітна гармата зразка 1918 року», щоб створити ілюзію, ніби це стара розробка. Число «18» було поширене в назвах німецької артилерії 30-х. 1933 року перші з них надійшли до Вермахту, а повноцінне серійне виробництво Flak 18 розпочалось 1936 року.

### Flak 36 та 37

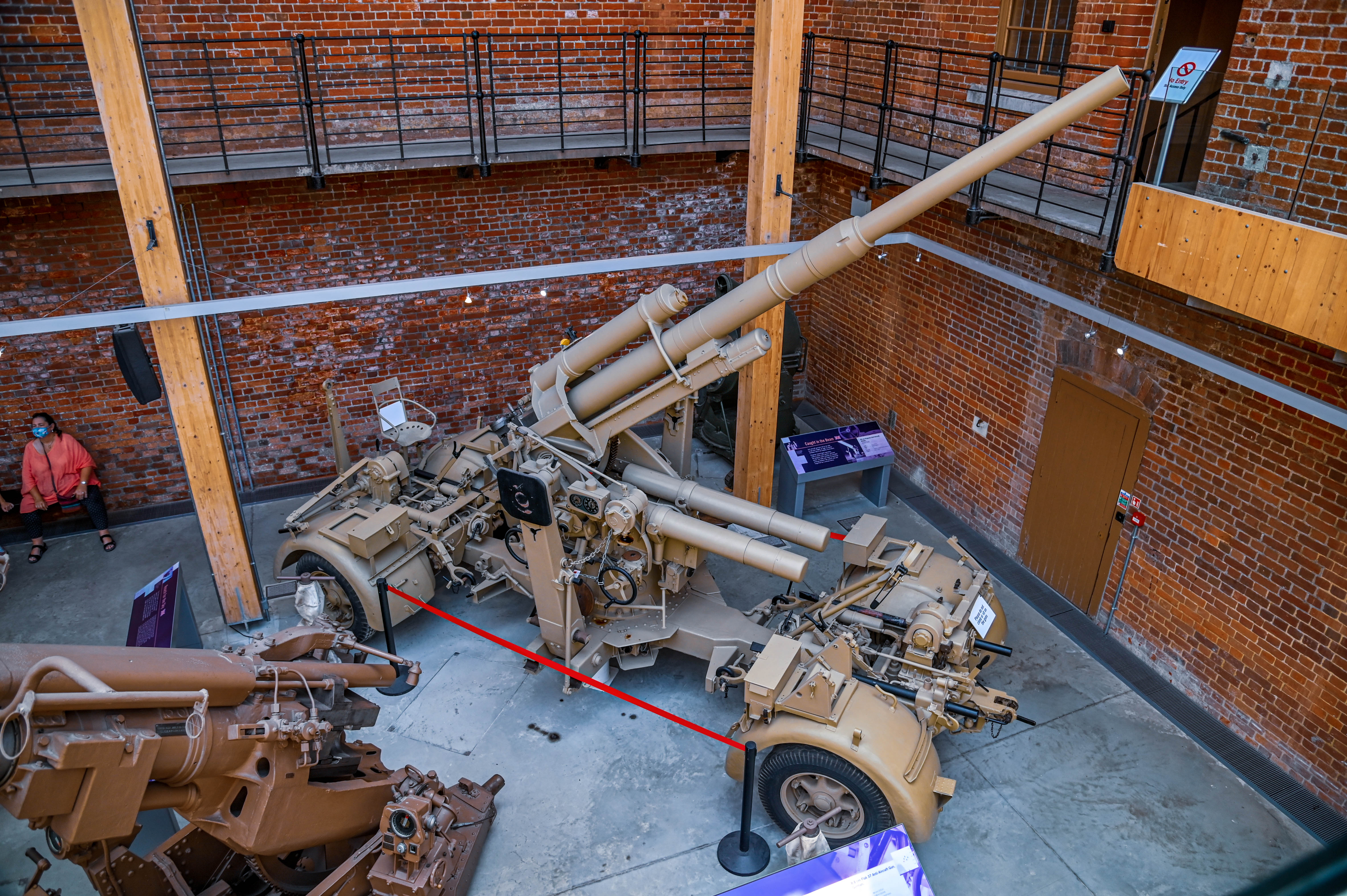
Flak 37 зі стволом RA 9 на складеному для транспортування лафеті

Flak 18 від моменту появи була успіхом, однак її ствол був моноблоком, і за умови застосування поширеного тоді кордиту для метальних зарядів і мідних ведучих поясків, його ресурс складав лише 900 пострілів. Військові посадовці вважали його недостатнім для потенційної війни високої інтенсивності, оскільки це би призвело до логістичних труднощів і значних витрат. Krupp була завантажена, тож розв'язання проблеми зі стволами доручили Rheinmetall, фахівці якої створили складений ствол, що отримав назву Rohr Aufbau 9 (RA 9), тоді як оригінальний назвали RA 1. Гармата також отримала дещо здешевлену конструкцію лафета й деякі зміни до противідкотних пристроїв. 1937 року модифіковану версію взяли на озброєння як Flak 36.
Якщо на позиціях Flak 18 необхідно було складати цілі запасні стволи, то для нової конструкції достатньо було тримати біля гармати лише відносно невеликі серединні секції лейнера. Однак ствол RA 9 мав свої недоліки: він був важчий, потребував якіснішої сталі та більше часу кваліфікованих працівників. Досвід застосування виявив інші проблеми, пов'язані з витоком газів через з'єднання каморної та серединної частин, тому з часом трикомпонентний лейнер замінили на двокомпонентний. У ході Другої світової багатокомпонентні стволи втратили свої переваги через появу нових метальних речовин, як Diglykol та Gudol, а ведучі пояски стали робити зі сталі, що дозволяло отримати ресурс ствола 6—10 тисяч пострілів. Однак переналаштувати виробничий процес на виготовлення простіших і дешевших стволів-моноблоків було дуже важко без переривання постачання.
Наприкінці 1939 року прийняли на озброєння Flak 37, обладнану новими індикаторами для передачі даних з централізованої системи керування вогнем. Нові індикатори були простіші для використання й легше інтегрувалась до радіолокаційних систем керування вогнем. Не всі Flak 37 мали стволи RA 9, частина з них отримала наявні або відновлені RA 1. Ця модифікація була призначена передусім для статичних позицій на території Німеччини, але також її використовували на території Норвегії й постачали до Фінляндії.
Також зазнавали змін візки, на яких перевозили гармату. Досвід війни в Іспанії показав, що для швидкого розгортання та згортання гармату слід буксирувати стволом назад. 1939 року з'явилась нова система Sonderanhänger 202, на якій обидві осі мали здвоєні колеса (на попередніх тільки одна вісь була такою) з можливістю буксирування зі стволом як уперед, так і назад. Це зробило осі уніфікованими, покращило прохідність і вогонь з коліс, хоча маса установки в похідному положенні зросла з 7 до 8,2 тонни. На цей лафет крім нових гармат також встановлювали Flak 18 і Flak 36 ранніх випусків. Flak 18 з оригінальним лафетом коштувала 31 759 райхсмарок, тоді як Flak 36 на Sd Anh 202 — 33 600.

### Подальший розвиток
Наприкінці 1930-х було зрозуміло, що проти майбутніх літаків потужність гармат може бути недостатня. 1939 року компанії Rheinmetall доручили створення нової артилерійської системи того самого калібру з довшим стволом і посиленим метальним зарядом. Гармату назвали 8,8 cm Flak 41. Її виготовляли з 1943 року у відносно невеликій кількості через високу вартість і складність виробництва.
Krupp отримала завдання на створення потужнішої 88-мм системи 1941 року. Компанія початково розробляла родину з трьох 88-мм гармат: зенітної Flak 42, протитанкової Pak 42 та танкової KwK 42, однак 1943 року зенітну версію відкинули через наявність Flak 41. Результатом стали протитанкова гармата Pak 43, що надійшла до серійного виробництва з 1943 року, та аналогічна танкова система KwK 43 для Tiger II.

## Виробництво та чисельність гармат
Точну кількість виготовлених гармат визначити практично неможливо, оскільки числа можуть включати чи не включати постачання до Сухопутних військ, експорт і допомогу іншим країнам, а деякі можуть включати Flak 41. Відповідно, існують і різні оцінки загальної кількості, наприклад, 19 650 або 20 754 одиниць.
Виробництво розпочала компанія-розробник Krupp AG в Ессені. Надалі його доручили великій кількості компаній, у тому числі A O Hering (Нойштадт), Gebruder Böhler & Co. AG (Капфенберг), JM Voith (Гайденгайм), F Werleim & Co. (Відень), AG vorm Skoda-Werke (Пльзень, Дубниця), Keuwerk Eintrachthütte (Свентохловиці), Grusonwerk (Магдебург-Бюкау), MAN AG (Аугсбург), Berlin-Erf Masch-Fabr AG (Ерфурт), Masch-Fabr Andritz AG (Грац), Ost Masch GmbH (Сосновець). Крім того, до процесу була залучена величезна кількість субпідрядників.
| 1932        | 1933—1938 | 1939 | 1940 | 1941 | 1942 | 1943 | 1944 | 1945 | Разом  |
| ----------- | --------- | ---- | ---- | ---- | ---- | ---- | ---- | ---- | ------ |
| 2 прототипи | 2313      | 487  | 1131 | 1861 | 2822 | 4302 | 5714 | 1018 | 19 650 |

|          | 1939  | 1942 | 1943 | 1944   | 1945 |
| -------- | ----- | ---- | ---- | ------ | ---- |
| січень   |       |      | 6183 | 8658   | 9442 |
| лютий    |       |      | 6508 | 8870   | 8769 |
| березень |       |      | 6673 | 9010   |      |
| квітень  |       |      | 6670 | 9333   |      |
| травень  |       |      | 6379 | 9787   |      |
| червень  |       |      | 6448 | 10 107 |      |
| липень   |       |      | 6617 | 10 286 |      |
| серпень  |       |      | 7024 | 10 704 |      |
| вересень | ~2600 | 5184 | 7269 | 9125   |      |
| жовтень  |       | 5265 | 7641 | 9639   |      |
| листопад |       | 5413 | 7809 | 9734   |      |
| грудень  |       | 6148 | 8214 | 9878   |      |

## Опис

### Будова гармати

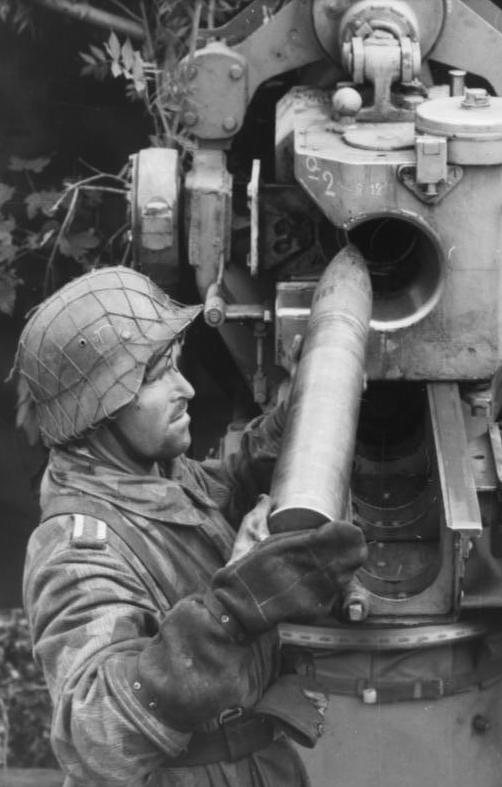
Заряджання пострілу

Всі Flak 18/36/37 мали стволи з довжиною 4930 мм (56 калібрів) та довжиною нарізної частини 4124 мм, що мали ідентичні балістичні якості, але різнились будовою. На Flak 18 і частині Flak 37 встановлювали ствол-моноблок Rohr Aufbau 1 (RA 1). На Flak 36 стояв складений тришаровний ствол RA 9, що складався з кожуха, проміжного шару та лейнера. Лейнер RA 9 був складений за довжиною з трьох частин, які з часом замінили у виробництві на дві. Ці стволи відрізняються візуально: на RA 1 кожух плавно звужується в бік дула, тоді як на RA 9 він прямий і закінчується виразним хомутом посеред ствола.
Гармата передбачала застосування унітарних пострілів (тобто, снаряд і гільза скріплені між собою) з ударним запалюванням. Напівавтоматичний затвор клинового типу забезпечував екстракцію стріляної гільзи і зведення бойової пружини за допомогою енергії відбою. Досилання пострілу в камору було можливе вручну або за допомогою автоматичного досилача, однак останній часто знімали через його проблемність.
Нижня частина лафета являє собою хрестоподібну платформу (нім. kreuzlafette). Передній і задній кінці цієї хрестовини нерухомі й містять простір для електропроводки та зберігання інструментів, вони також мають кріплення для колісних візків. Бічні кінці — аутригери, що при транспортуванні складаються догори. До хрестовини болтами прикріплено тумбу, на якій обертається верхній станок лафета. Також у тумбі міститься механізм вирівнювання верхнього станка для надання йому горизонтального положення. Верхній станок забезпечує наведення ствола гармати вертикально й горизонтально за допомогою двох коліщат, які навідники обертають вручну. Внутрішні кабельні з'єднання обмежують обертання до двох повних обертів у будь-якому напрямку. Люлька гармати змонтована на цапфах, приєднаних до верхнього станка. Для балансування ствола на верхньому станку змонтовано пружинні компенсатори у двох горизонтальних циліндрах, що їх видно під стволом.
Противідкотні пристрої всіх модифікацій були однакові, за винятком незначних змін для важчого ствола RA 9, і працювали за типовим гідропневматичним принципом. Вони складались із гальма відкоту під стволом (для поглинання сили відбою) і накатника над стволом (для повернення ствола в позицію для заряджання та стрільби), обидва заповнені азотом і сумішшю води з гліцерином.
Для захисту обслуги від куль та уламків гармати, які використовували в сухопутних кампаніях, оснащували захисними бронещитами. Середня частина була завтовшки 10 мм, тоді як відкидні бічні панелі — 6 мм. Загальна маса цього захисту складала 474 кг.

### Транспортування

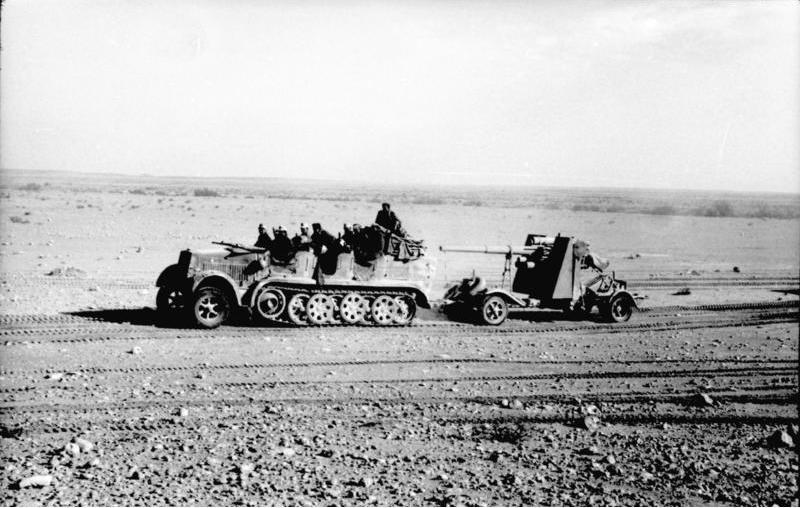
Буксирування за допомогою Sd Kfz 7

Для транспортування гармата мала систему з двох одновісних колісних візків з підресоренням. На початковій системі Sonderanhänger 201 (Sd Anh 201) передня вісь мала одинарні колеса, а задня — здвоєні. На Sd Anh 202, що з'явилась 1939 року, обидві осі були уніфіковані та мали здвоєні колеса. Ці візки можна від'єднати, коли платформу опущено, вони також слугують домкратами для опускання та підіймання платформи. На Sd Anh 201 гармату можна було буксирувати лише стволом уперед, тоді як на Sd Anh 202 — будь-яким боком.
Гармата могла в разі потреби вести вогонь прямим наведенням з коліс, аутригери при цьому розкладались нижче горизонтального положення, однак для протиповітряної стрільби хрестовину необхідно було опускати на землю. Стандартним тягачем для Flak 18/36/37 був напівгусеничний Sd Kfz 7, але через їх нестачу часто застосовували інші машини, типовою альтернативою була 6×4 вантажівка Henschel Typ 33 D1.

### Наведення та цілевказання
Наведення гармати здійснювалось вручну за допомогою двох коліщат окремо для горизонтальної та вертикальної площин, за які відповідали двоє навідників. Горизонтальне наведення можливе з високою або низькою швидкістю, вибір між яким здійснює перемикач.
Цілевказання проти повітряних цілей забезпечував артилерійський директор одного з кількох типів. Kommandogerät 36 (Kdo Gr 36) поєднував стереоскопічний віддалемір і набір приладів для визначення траєкторії цілі та введення поправок. 11 операторів слідкували за різними параметрами й кінцевий результат передавався електричними кабелями до покажчиків на гарматах. Kommandohilfsgerät 35 (Kdo Hl Gr 35) діяв за подібним принципом, не мав вбудованого віддалеміра та потребував передання даних телефоном, однак був значно менший і легший. Kommandogerät 40 (Kdo Gr 40) поєднував стереоскопічний віддалемір з електромеханічним предиктором, що визначав зміну місця перебування цілі за час, поки снаряд долетить до неї. Зазвичай директор був присутній на рівні батареї. Посилювали ефективність прожектори, звукові локатори та мережі радарів Freya й Würzburg.
Директор передавав інформацію 108-жильними електричними кабелями до системи покажчиків Ubertragungsgerät 30 (UTG 30), змонтованої на самій гарматі. UTG 30 являла собою два набори шкал (для вертикального та горизонтального наведення) з лампочками, що вказували на правильне наведення, та стрілками, що вказували на положення гармати. На Flak 37 стояв новий прилад UTG 37 з сельсином, в якому замість лампочок були рухомі покажчики, простіші та швидші для застосування; також він використовував 46-жильні кабелі й був легший для обслуговування. Навідники наводили гармату за UTG 30/37, суміщаючи стрілки фактичного напрямку ствола з індикаторами правильного напрямку.
Вогонь проти повітряних цілей вели уламково-фугасними снарядами з носовим часовим підривачем. Час підривання на Flak 18/36 встановлював пристрій Zünderstellmaschine18 (ZSM 18), що також отримував дані від директора. На Flak 37 встановлювали ZSM 19 або 37, що мав дещо відмінні покажчики, але такий самий принцип дії. На деяких Flak 37 були ZSM 18/41, змонтовані прямо в лотку для снаряда, що мінімізувало час між налаштуванням підривача й пострілом. Якщо жоден із пристроїв для налаштування підривача не був доступний, це можна було зробити вручну спеціальним ключем.

Для вогню прямим наведенням використовували оптичний приціл Flakzielfernrohr 20 або 20E (кратність 4×, поле зору 17° 30′), змонтований на гарматі. Вимірювання відстані здійснювали за допомогою ручного оптичного віддалеміра Entfernungsmesser 34 (EM 34). Для ураження повітряних цілей ці пристрої практично не використовували. Для вогню непрямим наведенням на Flak 18/36 використовували панорамний приціл Rundblickfernrohr 32 (Rbl F 32). Цей пристрій також був необхідний для узгодження з батарейною системою Kommandogerät 36/40 після прибуття на позицію.

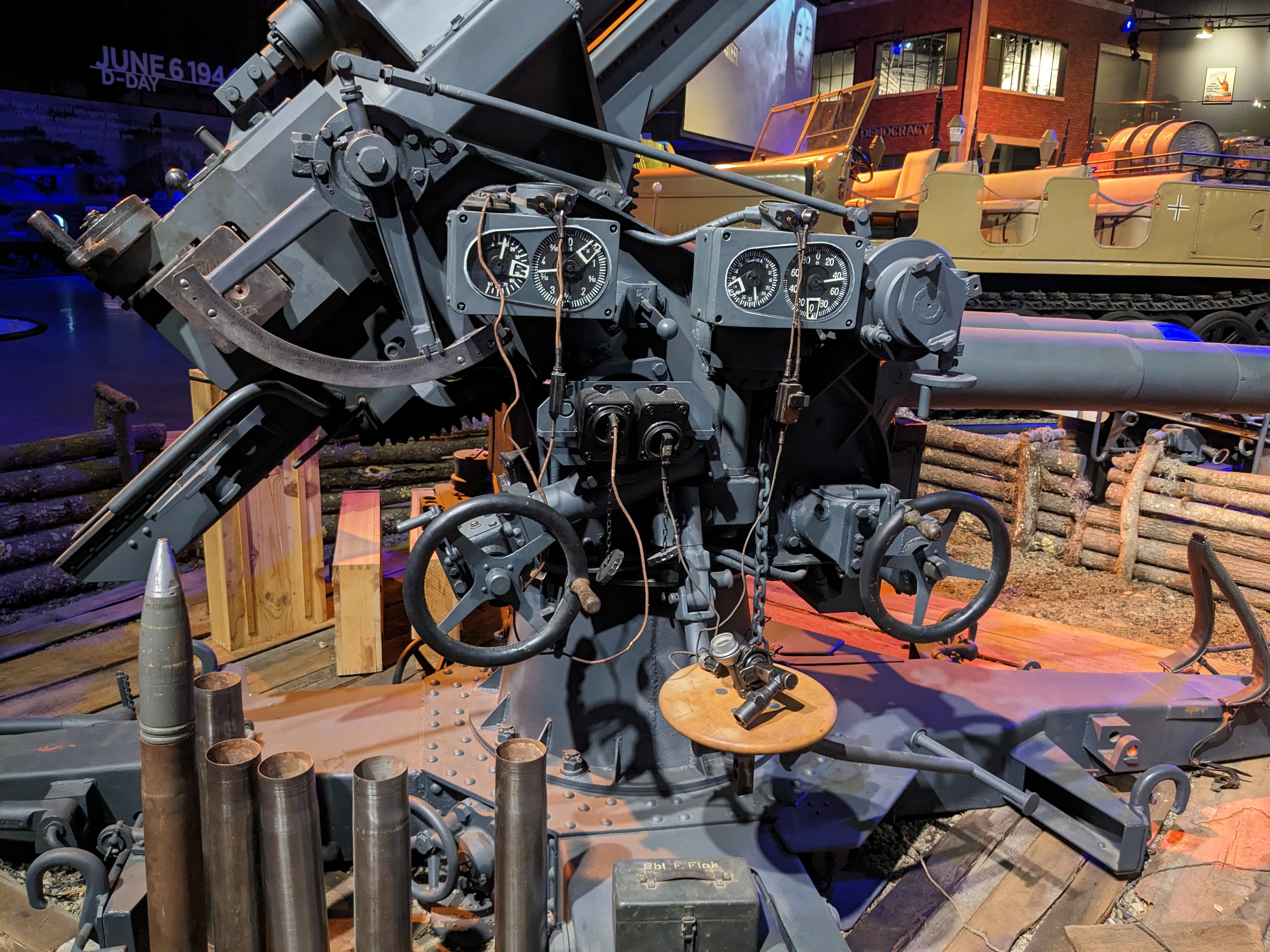
Органи наведення Flak 37
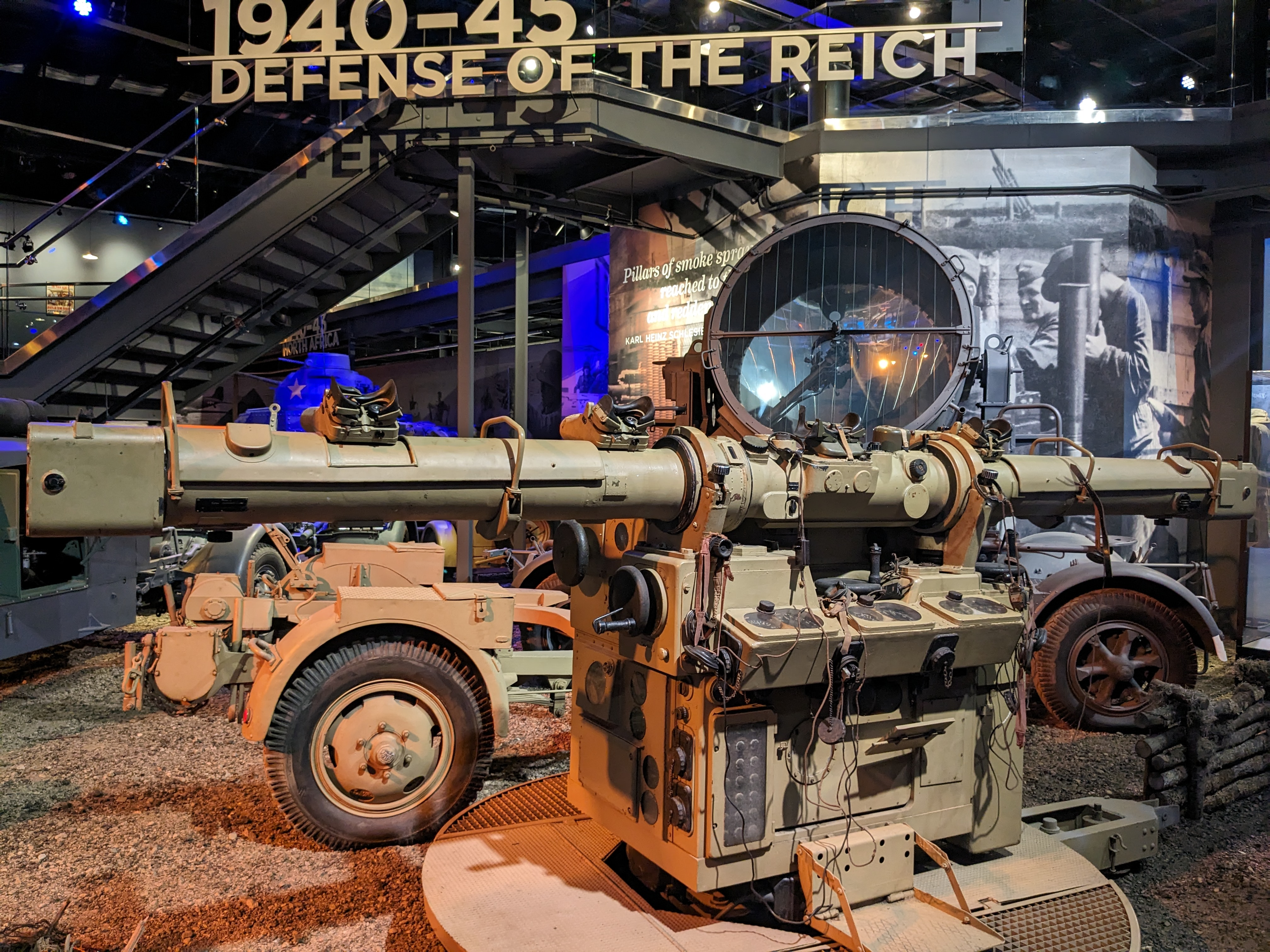
Kommandogerät 40
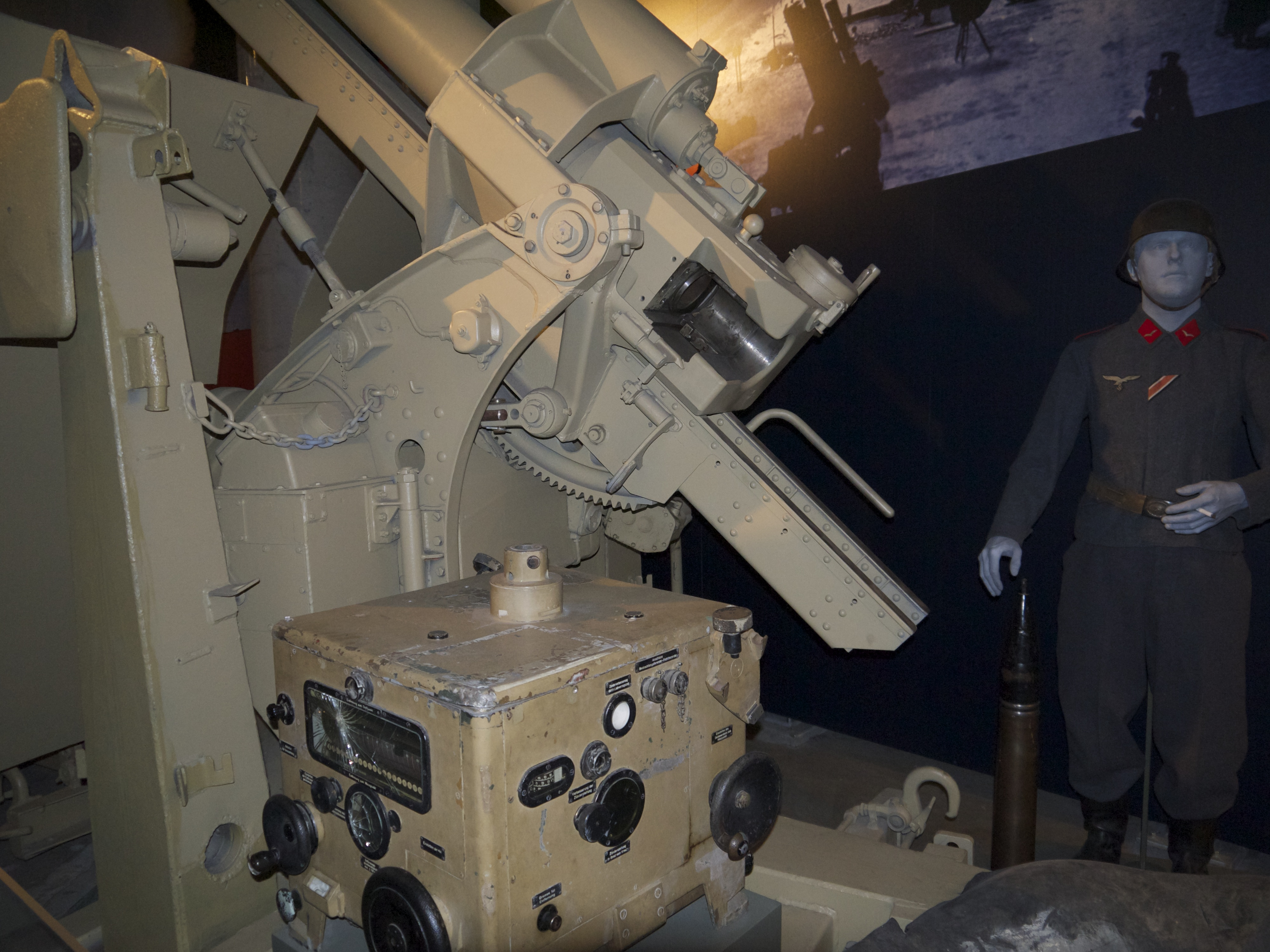
Kommandohilfsgerät 35
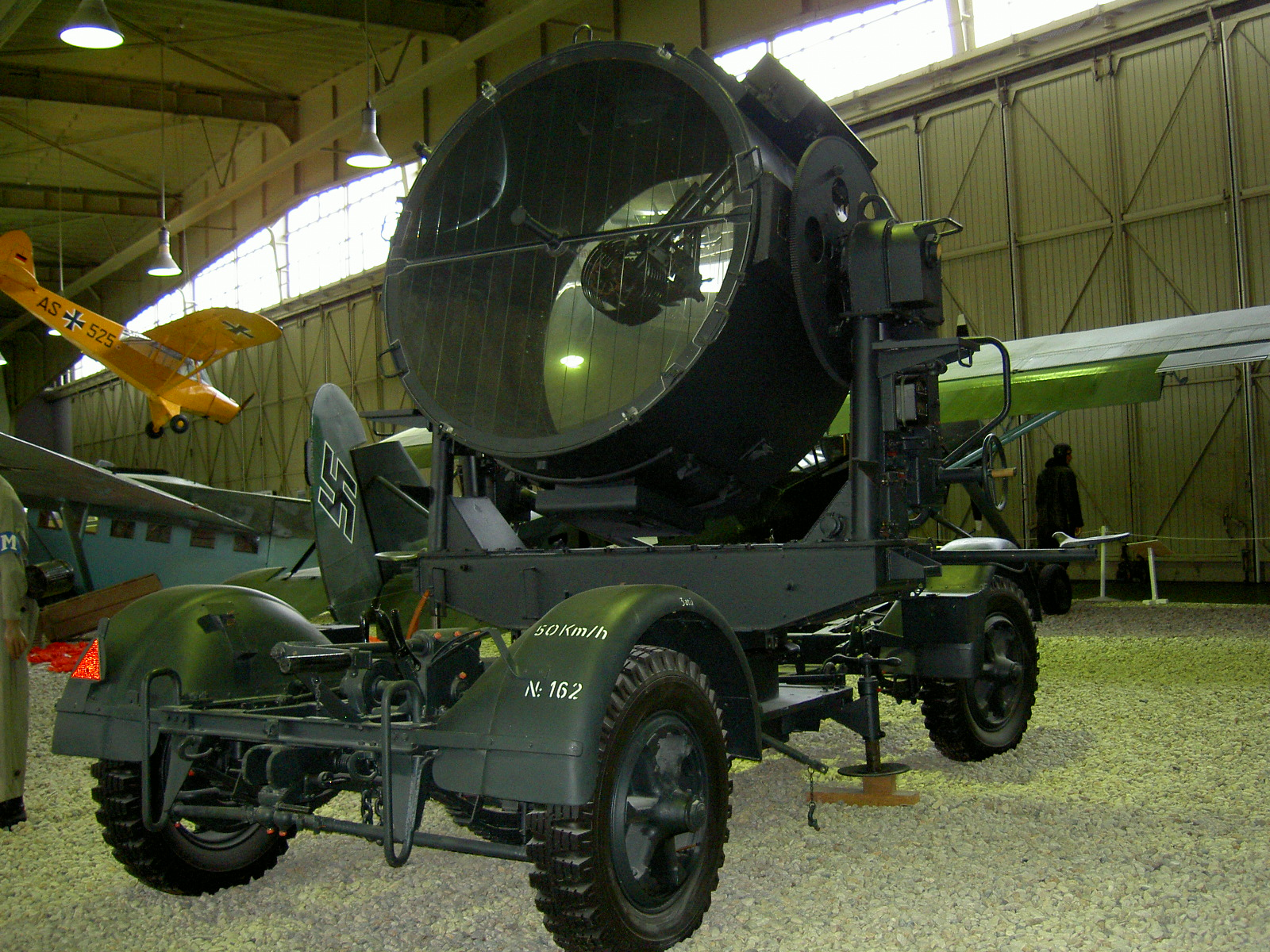
Прожектор 150 cm Flak-Scheinwerfer 34

### Обслуга
За штатом гармата мала 11 осіб обслуги, з-поміж яких двоє — водій тягача та командир. Всі інші називались Kanonier («канонір») і мали номери відповідно до посад: навідник у горизонтальній площині (K1), навідник у вертикальній площині (K2), заряджальник (K3), 4 × носій боєприпасів (K4, K5, K8, K9), оператор і заряджальник приладу для налаштування часового підривача (K6, K7). На стаціонарних позиціях обслуга могла складати 6 осіб.

## Характеристики гармати
Уламковий снаряд міг досягнути висоти 9900 м, однак практична стеля складала до 8000 м. На 1930-ті й початок 1940-х ці показники були цілком достатні для ураження будь-якого тогочасного літака. Максимальна віддаль пострілу по наземній цілі складала понад 14 800 метрів, однак у балістичних таблицях з практичних міркувань її обмежували до 10 600 м. Проти танків гармата могла вести вогонь прямим наведенням з віддалі до 3000 м. Характеристики гармати:
| - Маса в похідному положенні: 6681 кг (Flak 18), 8200 кг (Flak 36/37) - Маса в бойовому положенні: 4985 кг - Довжина в бойовому положенні: 7620 мм - Висота в бойовому положенні: 2305 мм - Ширина в бойому положенні: 1625 мм - Обслуга: 11 осіб - Час розгортання (6 особами): 2,5 хв - Час згортання (6 особами): 3,5 хв | - Калібр: 88 мм - Довжина ствола: 4930 мм (56 клб) - Довжина нарізної частини каналу ствола: 4124 мм (47 клб) - Кути підвищення: -3°…+85° - Кути горизонтального наведення: 2×360°[⇨] - Відкіт ствола: 1050 мм при 0°, 850 мм при 25°, 700 при 85° - Швидкострільність: 15—20 постр./хв |

## Боєприпаси

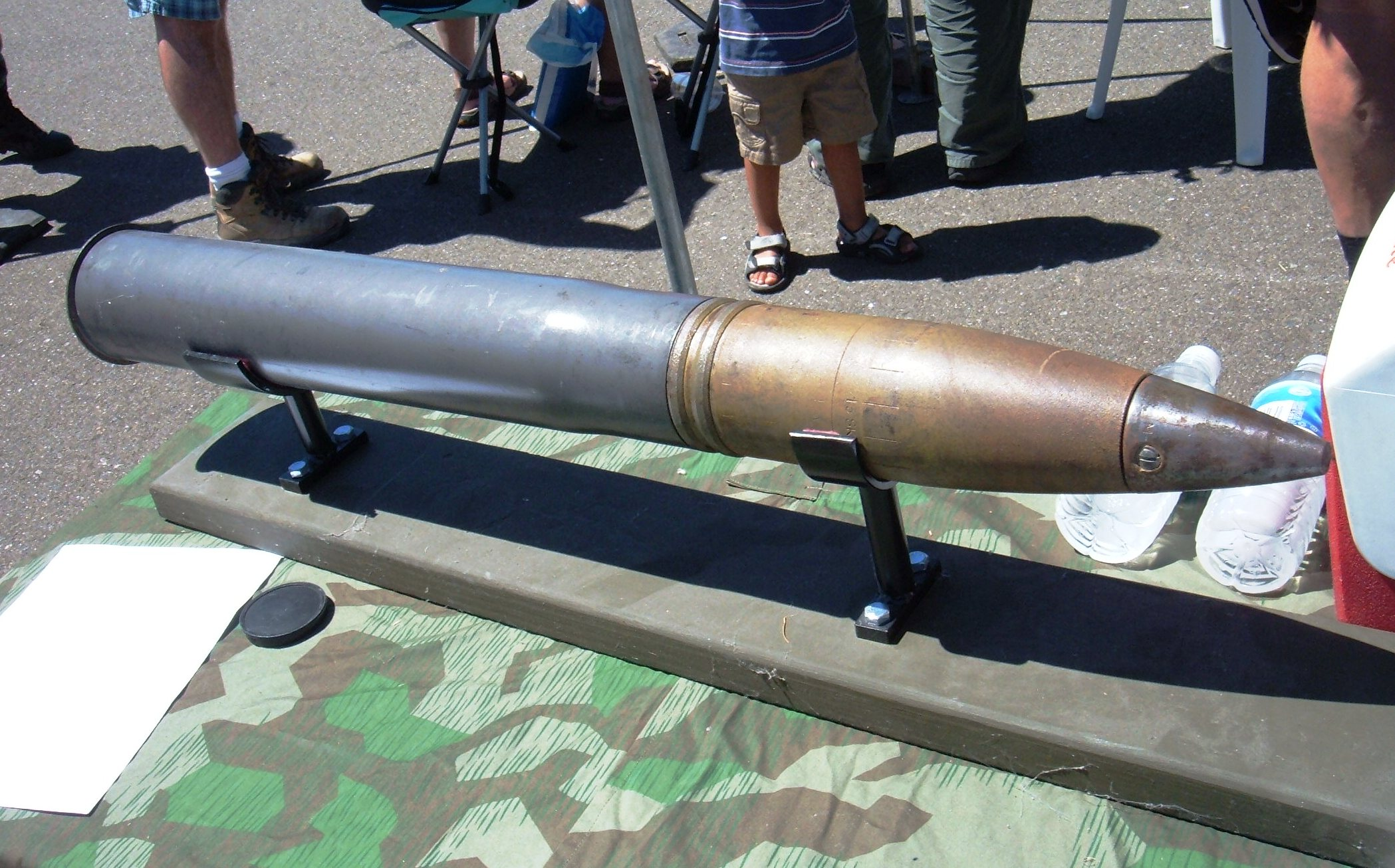
Уламково-фугасний снаряд

Всі боєприпаси унітарні, з довжиною гільзи 568 мм (їх також позначають 88×568 або 88×570). Гільзи початково робили з латуні, пізніше — з оцинкованої сталі або сталі, покритої латунню. Метальний заряд зазвичай складався з бездимного пороху марки Diglykol чи Gudol, для спекотних регіонів випускали версії снарядів з більш стійким до температури складом, які мали позначення Tropen або Tp.
Проти повітряних цілей основним типом були уламково-фугасні 8,8 cm Sprenggranate Patrone L/4,5 (Sprgr) та його наступники, як Sprgr 39, які несуттєво відрізнялись від базової моделі. Мінімальна віддалі вибуху від цілі мала складати 9-25 метрів для ураження. Вони споряджались або часовим підривачем, що ініціював вибух снаряда через установлений перед пострілом проміжок часу, або контактним, що ініціював вибух при ударі об поверхню. Проти повітряних цілей використовували лише перший тип, тоді як проти наземних — обидва, причому часовий підривач надавав можливість вибуху в повітрі. Лише в останні тижні війни зенітні підрозділи почали отримувати детонатори подвійної дії (Doppelzünder), контактної та часової, що виявились значно ефективніші.
Проти бронетехніки застосовували бронебійні снаряди різних модифікацій. 8,8 cm Panzergranate Patrone (Pzgr) та 8,8 cm Panzergranate Patrone 39 (Pzgr 39) — бронебійні снаряди з бронебійним і балістичним наконечниками, що також містили невеликий заряд вибухівки. Pzgr 40 — бронебійний з осердям з карбіду вольфраму; їх випускали до 1943 року через дефіцит вольфраму. Також були кумулятивні 8,8 cm Granate Patrone 39 Hohlladung Flak L/4,7 (Gr Patr 39 Hl), однак вони були не надто ефективні через обертання снаряда й, відповідно, дію відцентрової сили на кумулятивний струмінь. В основному їх застосовували на танках Tiger, де вони слугували непоганими універсальними снарядами, мавши як бронебійну, так і фугасну дію.
Серед менш поширених серійних видів були освітлювальний 8,8 cm Leichtgranate Patrone Flak L/4,4 (Ltgr Patr Flak) і шрапнельно-запалювальний 8,8 cm Brand Granate Patrone Flak L/4,5 (Br Spgr Patr Flak), а до всіх серійних боєприпасів існували макети та навчальні версії. Для салютів застосовували холості постріли. Німці розробили також численні експериментальні снаряди та підривачі, однак так і не створили детонатори з давачами наближення, на відміну від Союзників, що надзвичайно ефективно їх застосовували.
| Назва         | Тип | Маса снаряда | Маса пострілу | Маса ВР | Маса МЗ  | Довжина пострілу | Початкова швидкість |
| ------------- | --- | ------------ | ------------- | ------- | -------- | ---------------- | ------------------- |
| Sprgr 39      | УФ  | 9,44 кг      | 11,4 кг       | 860 г   | 2,43 кг  | 932 мм           | 820 м/с             |
| Pzgr          | ББ  | 9,52 кг      | 14,97 кг      | 156 г   | 2,57 кг  | 869 мм           | 795 м/с             |
| Pzgr 39       | ББ  | 10,2 кг      | невідомо      | 60 г    | невідомо | невідомо         | 800 м/с             |
| Pzgr 40       | ББ  | 7,27 кг      | 13,8 кг       | 0 г     | 2,35 кг  | 863 мм           | 935 м/с             |
| Gr Patr 39 Hl | КС  | 7,65 кг      | 10,65 кг      | 910 г   | невідомо | невідомо         | 600 м/с             |

У таблиці нижче наведено пробивну здатність снарядів Pzgr 39 і 40 для гармати KwK 36, що має ідентичні показники до Flak 18/36/37. Перед скісною рискою наведено показники для вертикальної броні, а після — нахиленої під кутом 30° відносно вертикалі.
|               | 100 м                       | 500 м                       | 1000 м                      | 1500 м                      | 2000 м                      | 2500 м                      |
| ------------- | --------------------------- | --------------------------- | --------------------------- | --------------------------- | --------------------------- | --------------------------- |
| Pzgr 39       | ? / 120 мм                  | 140 / 110 мм                | 122 / 100 мм                | 108 / 91 мм                 | 92 / 64 мм                  | 82 / ? мм                   |
| Pzgr 40       | ? / 170 мм                  | 225 / 155 мм                | 194 / 138 мм                | 171 / 122 мм                | 145 / 110 мм                | 122 / ? мм                  |
| Gr Patr 39 Hl | 90 мм незалежно від віддалі | 90 мм незалежно від віддалі | 90 мм незалежно від віддалі | 90 мм незалежно від віддалі | 90 мм незалежно від віддалі | 90 мм незалежно від віддалі |

## Варіанти та похідні зразки
У результаті розвитку 88-мм зенітних гармат виникли три родини серійних версій з різними боєприпасами. Крім того, в Німеччині існували інші 88-мм гармати, зокрема, SK C/30, SK C/31, SK C/32 та SK C/35, що їх використовували Кріґсмаріне, не мають жодного стосунку до наземних 88-мм зеніток — це незалежна гілка розвитку, що також сягає коренями в Першу світову.

### Основна серія

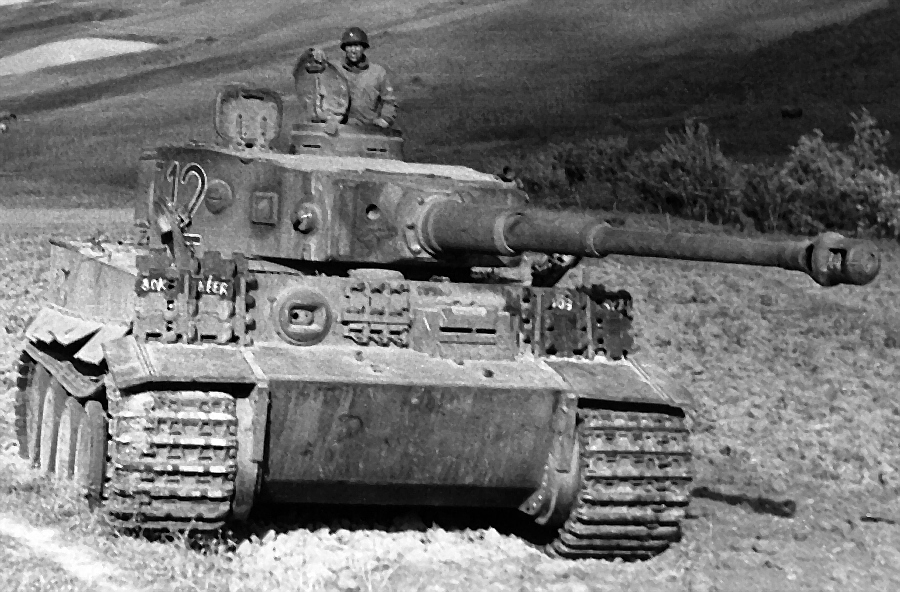
Важкий танк Tiger, оснащений 88-мм гарматою KwK 36

Гармати основної серії мали аналогічні балістичні якості та використовували снаряди 88×568.
- 8,8 cm Flak 18 — базова модель, розроблена компанією Krupp до 1932 року.
- 8,8 cm Flak 36 — модифікація 1936 року зі стволом нової конструкції.
- 8,8 cm Flak 37 — модифікація 1939 року зі зміненими приладами наведення.
- Flak 18/2, Flak 36/2 та Flak 37/2 — варіанти відповідних гармат, встановлені стаціонарно. Для їх переміщення виготовляли спеціальні причепи Sonderanhänger 205. Станом на кінець 1943 ці версії складали від ⅔ до ¾ від загального випуску.[31]
- 8,8 cm KwK 36 — гармата танка Tiger, розроблена 1941 року. Попри ідентичні з Flak 18/36/37 балістичні якості та боєприпаси (за винятком іншого принципу їх запалювання), KwK 36 має іншу будову, більш подібну до тогочасних німецьких танкових гармат, і таким чином є іншою розробкою, а не безпосередньою похідною від зенітних систем.[32]

### Інші розробки
- 8,8 cm Flak J — спроба створення гармати з дистанційним керуванням. Ці досліди проводили з 1935 року, однак технології того часу не дозволяли зробити ефективну систему й ці програми згорнули.[31]
- 8,8 cm Flak 41 — зенітна гармата компанії Rheinmetall, створена як потужніша альтернатива для Flak 18/36/37 з використанням напрацювань цих гармат. Серійне виробництво розпочалось 1943 року, виготовлено 556 одиниць.[8]
  - 8,8 cm Flak 37/41[прим. 5] — спроба поєднати Flak 37 з боєприпасами Flak 41. Виготовлено близько 13 одиниць.[8]
- 8,8 cm Pak 43 — протитанкова гармата компанії Krupp, також створена як потужніша альтернатива для Flak 18/36/37 (у конкуренції з Flak 41) з використанням напрацювань цих гармат. Її використовували для самохідних установок і на основі неї створили танкову гармату 8,8 cm KwK 43 для Tiger II. Серійне виробництво розпочалось 1943 року.[9]
- 7,62/8,8 cm Flak M 31(r)(інші мови), 7,62/8,8 cm Flak M 38(r)(інші мови), 8,5/8,8 cm Flak M 31(r) — радянські гармати, захоплені на початку німецько-радянської війни у великій кількості й перероблені під стандартні 88-мм боєприпаси від Flak 18/36/37. Початково їх застосовували з оригінальними боєприпасами, але разом з вичерпуванням запасів 1943 року було прийнято рішення розточити стволи до 88 мм. Німці обмежено застосовували їх до кінця війни й постачали до інших країн.[33]
- FT-44 (скорочено від Cañón Antiaéreo de 88/56 millímetros modelo FT-44) — іспанська ліцензійна копія, що мала ствол типу Flak 18, транспортну систему від Flak 36 та систему покажчиків за зразком Flak 37. Випускалась з 1943 до 1958, виготовлено близько 226 одиниць. Були спроби її модифікувати шляхом встановлення 72-клб ствола (Pieza de 88/72), створення 70-мм підкаліберних снарядів, встановлення системи наведення від Bofors 40/70 з системою керування вогнем від італійської компанії Officine Galileo (Pieza de 88/56 mm “Galileo”).[34]

### Самохідні установки
Переваги рухомих артилерійських платформ і потреба в них стали зрозумілі під час громадянської війни в Іспанії. Вперше цю концепцію було втілено в металі для 88-мм зенітних гармат у серпні 1938, коли Flak 18 встановили на напівгусеничний тягач Sd Kfz 8 разом з протикулевим бронюванням. Цих самохідних установок 8,8 cm Flak Sfl виготовили всього близько 20 одиниць. Вони виявились доволі ефективними проти укріплень і бронетехніки під час французької кампанії. Надалі розробляли й інші зразки на різних шасі, але всі вони не пішли в повноцінне серійне виробництво.

## Бойове застосування

### Бойове хрещення

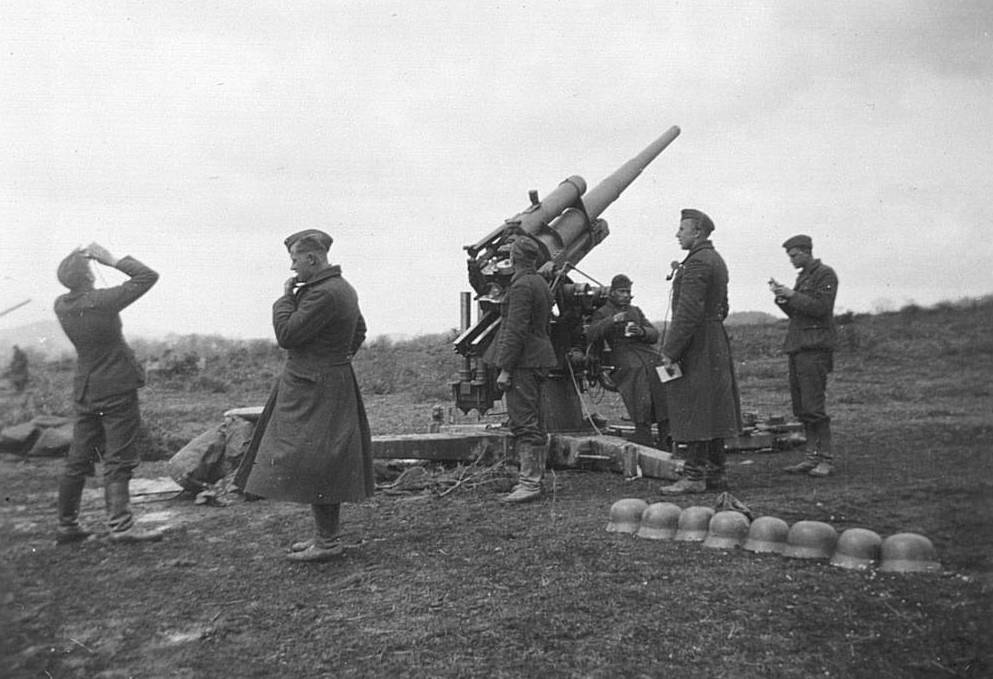
Flak 18 у громадянській війні в Іспанії

1936 року розпочалась громадянська війна в Іспанії, яка стала полігоном для випробування нового озброєння та доктрин його застосування. До складу німецького Легіону «Кондор», що з жовтня 1936 року воював на боці франкістів, від початку входили чотири батареї Flak 18, трохи пізніше додалась ще одна.
Свідчення щодо підходу до застосування 88-мм гармат у цій війні різняться в джерелах. Одні стверджують, що німці застосовували їх передусім для протиповітряних задач, атакуючи наземні цілі лише в надзвичайних умовах — тоді як активне застосування в такій ролі розпочали франкісти, отримавши гармати 1939 року після того, як німці покинули Іспанію. В інших джерелах вказують на те, що їх активно залучали в ролі польової та протитанкової артилерії щонайменше з початку 1937 року, і, оскільки авіація супротивників була слабка, то найбільшу користь зенітки становили саме проти наземних цілей. При вогні з закритих позицій вони перевершували майже всі тогочасні польові гармати за віддаллю пострілу. Начальник штабу легіону Вольфрам фон Ріхтгофен у щоденнику занотував, що «зенітки, на жах експертів у Берліні, постійно були кістяком польової артилерії.»
На початку 1939 почали з'являтись численні звіти про застосування франкістами 88-мм гармат проти польових укріплень. Німецькі офіцери вирішили перевірити дію артилерії проти повноцінної фортифікації окупованих Судетів. Випробування, в яких брали участь різні артилерійські системи, виявили, що 88-мм зенітки справді дуже ефективні проти сталевих амбразур і оглядових башточок. За цими результатами для гармати розробили бронебійні снаряди, головною ціллю для яких мала стати лінія Мажино. Досвід війни в Іспанії та випробувань був дуже важливий для застосування цих гармат у Другій світовій.

### Протиповітряна оборона Німеччини

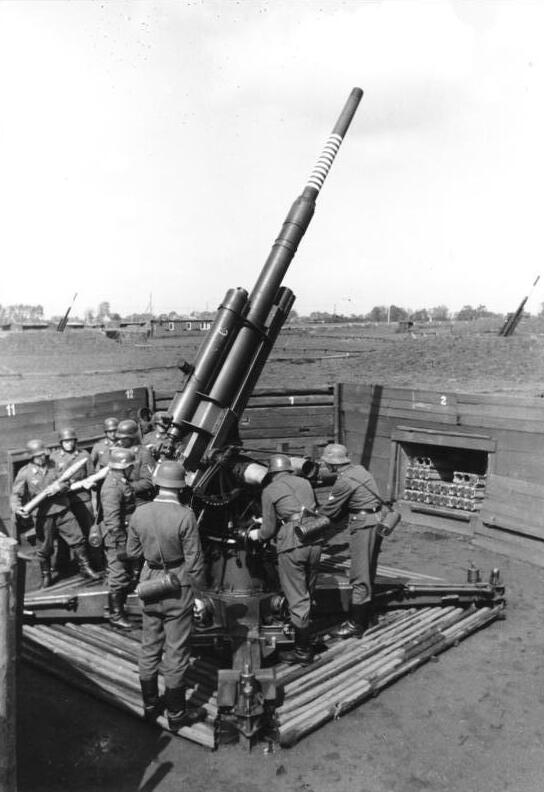
Вогнева позиція на території Німеччини (1943)

З 1933 року Німеччина активно розвивала наземну протиповітряну оборону в складі Люфтваффе. Якщо на 1933 рік у ній служили близько 5100 осіб, то наприкінці 1938 — вже понад 70 тисяч. Масштабні підготування включали виробництво зенітних гармат, прожекторів і звукових локаторів, а також розробку відповідних доктрин. Відповідно, на початок Другої світової німецька ППО була значно краще підготована до потенційних бомбардувальних нальотів, ніж британська чи французька. Основною задачею був захист Рурського промислового регіону. Зона протиповітряної оборони ніколи не була передбачена як непробивний бар'єр, натомість її призначенням було розпорошення ворожої авіації та примушення до польотів на великих висотах, що знищувало влучність бомбометання.
Основними структурними одиницями зенітних сил були зенітні артилерійські дивізіони (нім. Flakabteilung), що мали по 3-4 батареї гармат, одну прожекторну батарею зі звуковими локаторами та одну резервну батарею. Такі дивізіони поділялись на легкі (озброєні 20-мм та 37-мм гарматами), важкі (88, 105 або 128-мм гармати та додаткові легкі) та змішані. Типовий передвоєнний важкий дивізіон складався з трьох батарей по чотири 88-мм гармати й дві 20-мм, однієї батареї з шести 37-мм гармат, однієї батареї з дев'яти 150-см прожекторів і шести звукових локаторів, а також однієї резервної батареї. Звичайний зенітний артилерійський полк складався з легкого та важкого дивізіонів, тоді як важкий — з двох важких дивізіонів. Після 1942 року полки мали по 4-6 дивізіонів.
Вперше Велика Британія завдала авіаударів по Німеччині 4 вересня 1939 року в ході «Дивної війни». До 9 травня 1940 британці дуже обмежено атакували Німеччину, що дало їй час на нарощування протиповітряної оборони. За результатами втрат (переважно від винищувачів) британці почали поступово переходити до нічних операцій. Бомбардування вночі створювало складності обом сторонам: британські бомбардувальники не могли ефективно виявляти свої цілі через світломаскування, тоді як німецьким зенітникам було важко правильно навести гармати.

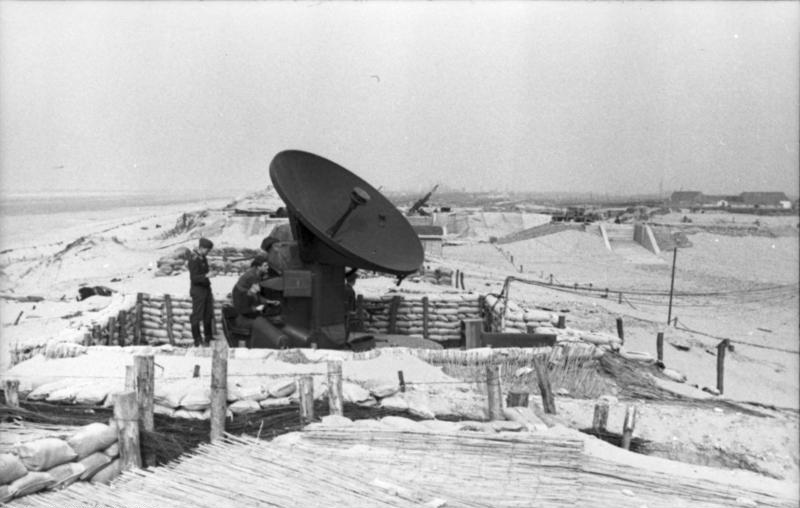
Радар FuMG 39 Würzburg поряд із зенітками

Протягом перших років війни нічне цілевказання забезпечували прожектори різних типів, які наводили за допомогою звукових локаторів. Однак екіпажі бомбардувальників уміли обманювати ці давачі, зменшуючи їхню дієвість. Нечисленні радари Freya могли виявляти літаки на відстані до 120 км, але вони не могли вказувати висоту та мали недостатню точність для наведення гармат. Було зрозуміло, що для наведення вночі були потрібні кращі радари, й 1940 року Люфтваффе взяли на озброєння радари Würzburg, що стали основними зенітними радарами цілевказання до кінця війни. Перші серійні версії могли виявляти цілі з точністю до 11—14 м на віддалі 24—40 км. Пізніше додались і стаціонарні варіанти з віддаллю виявлення близько 70 км. Також вводили батареї загороджувального вогню, що мали лише примітивні оптичні віддалеміри. Попри високу витрату снарядів і низьку ефективність, вони змушували бомбардувальники змінювати висоту, а також надавали психологічну підтримку населенню.
Flak 18/36/37 активно встановлювали на поїздах, колективно знаних як Eisenbahn Flak. Одним із найпоширеніших був вагон Geschützwagen III (eisb) schwere Flak з однією гарматою на стаціонарному лафеті та боєкомплектом у 216 пострілів. Існували й інші вагони, в тому числі й такі, що мали по дві 88-мм зенітки. Нерідко з'являлись польові конверсії гармат у залізничні шляхом встановлення на вагони-платформи. Такі зенітні вагони були типовим явищем для німецьких міст, що відбивались від бомбардувань Союзників. Часто ці поїзди містили все необхідне для щоденного життя батареї: житлові місця для обслуги, кухні, майстерні, командні центри, штаби тощо. Іншою поширеною платформою для 88-мм зеніток були плавучі десантні платформи Siebelfähre, що початково призначались для висадки у Великій Британії, а після скасування цього плану отримали застосування в спокійних водах для різних задач, у тому числі й зенітного прикриття. Одна така платформа могла містити три 88-мм гармати.

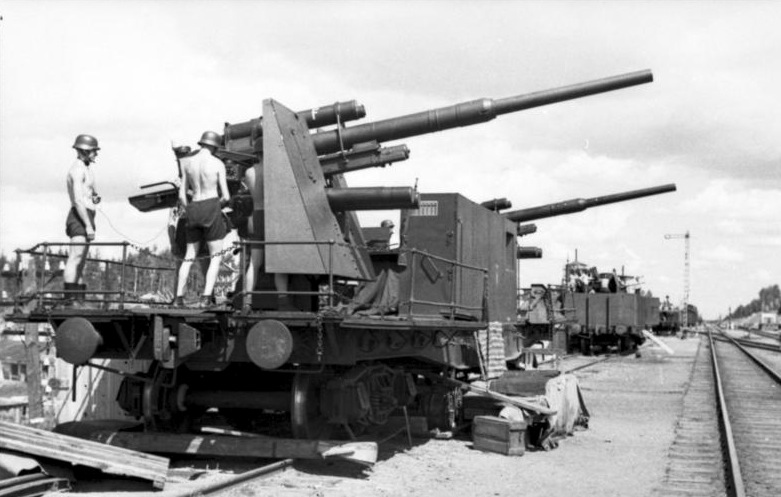
Flak 18/36/37 на залізничному вагоні (1943)

Станом на серпень 1944 року 88-мм зенітні гармати становили 10 930 з 13 260 важких зенітних гармат у протиповітряній обороні Райху. На цей час вони вже наближались до застарівання через зростання швидкості й висотності бомбардувальників, але їх продовжували виготовляти та забезпечувати особовим складом. Залишок складали ще важчі 105-мм Flak 38/39 (всього виготовлено ~4 тисячі) та 128-мм Flak 40 (~1,1 тис.). Легкі гармати, як 20-мм Flak 30/38/39 та 37-мм Flak 18/36/37, не відігравали значної ролі проти важких бомбардувальників, за винятком ранніх Stirling і Halifax, а також низьковисотних бомбардувань, як от удари по греблях.
З плином війни Союзники нарощували стратегічні бомбардування Німеччини, відповідно остання нарощувала свою протиповітряну оборону. Наприкінці війни у військах ППО служило близько 1,2 млн людей, понад 40% з яких були цивільними, так званими «помічниками зенітної артилерії» (нім. Flakhelfer). Ефективність протиповітряної оборони залишається відкритим питанням, оскільки витрати на неї були надзвичайно великі, а ефект важко піддається вимірюванню. За британською статистикою між липнем 1942 та квітнем 1945 зенітні гармати знищили 1345 літаків Бомбардувального командування, тоді як винищувачі — 2278; натомість зенітки пошкодили 8842 літаки, а винищувачі — 1731. Зенітні батареї завдали пошкоджень 3,5% всіх залучених до бомбардувань літаків. Американська статистика подає 5400 і 4300 збитих зенітками та винищувачами відповідно, тоді як показники пошкоджених були значно більші: 8-й повітряній армії вогнем артилерії було пошкоджено 54 539 літаки, а в 15-й —  11 954. Крім того, Союзники втратили близько 100 тисяч авіаторів, залучених до бомбардувань.
Простий підрахунок збитих і пошкоджених літаків ігнорує вторинні ефекти від зенітної артилерії. Її вогонь відводив бомбардувальники на більшу висоту, погіршуючи якість бомбометання. Щобільше, активне маневрування літаків і психологічний ефект на екіпажі додатково погіршували влучність. Пошкоджений літак часто не міг триматись разом з формуванням і ставав легкою здобиччю для винищувачів.

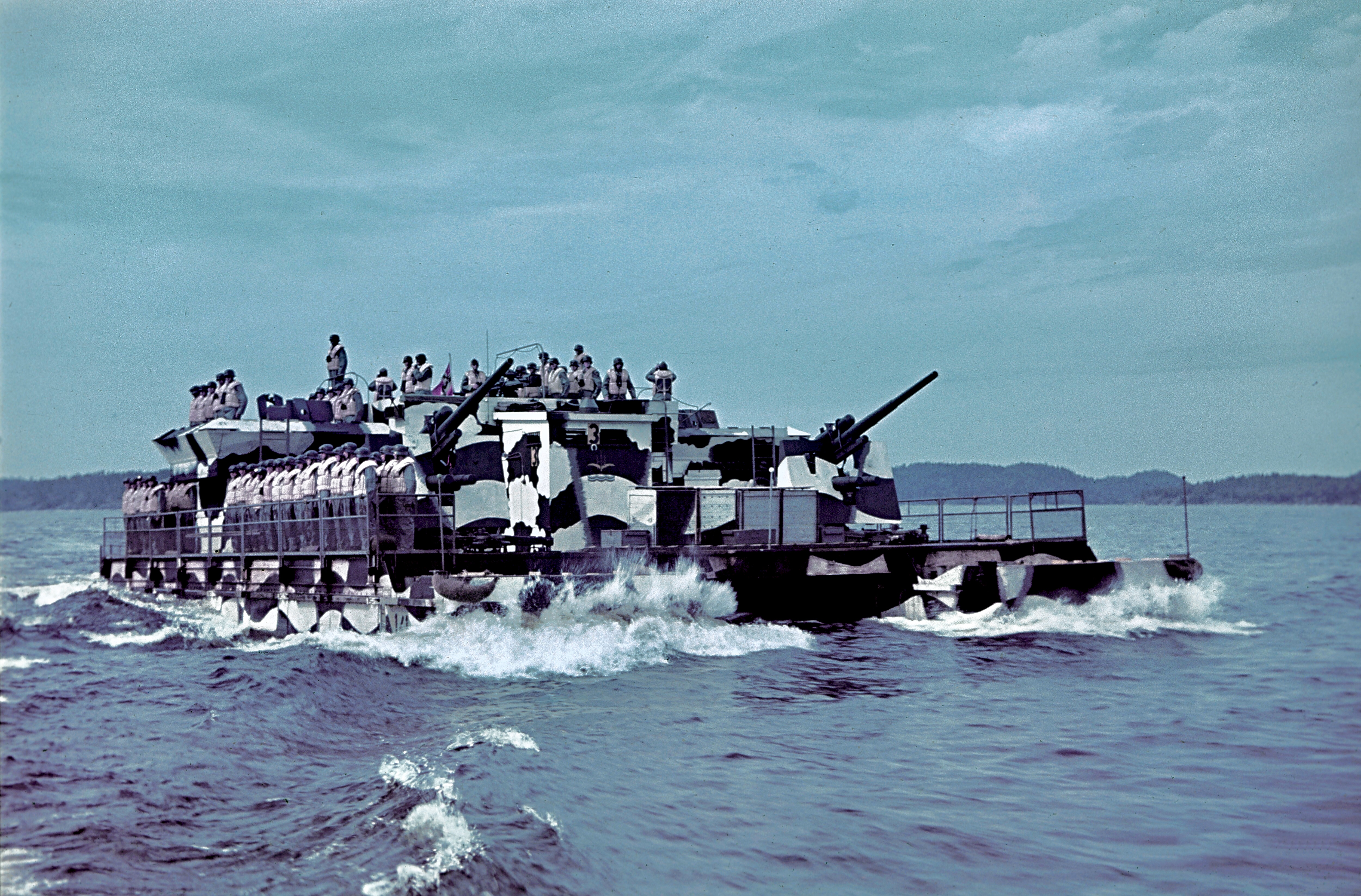
Flak 18/36/37 на Siebelfähre

Критикою зенітної артилерії була велика витрата ресурсів на неї. Протягом війни на один збитий літак припадало в середньому 2805—4000 снаряди важких зеніток, що складало ~⅔ від вартості одного B-17 — що, однак, не враховує вартості збитків, які завдав би не збитий літак. Станом на 1944 рік це число доходило аж до 16 тисяч 88-мм снарядів на один літак. Таке зростання пов'язане з багатьма факторами: зокрема, американські B-17 ефективно діяли на висоті близько 7200—8200 м, що було на межі ефективності Flak 18/36/37 з їхньою ефективною стелею близько 8000 м. Ефективність наявних гармат знижувалась через зношування, яке часто далеко виходило за межі передбаченого ресурсу й знижувало дієву висоту ураження. Протягом 1944 року війська втрачали по 380 88-мм гармат на місяць у результаті знищення або зношування, що вдвічі перевищувало показники 1943 року та в 9 разів показники 1942. Крім того, 242 батареї не мали приладів керування вогнем і вели лише загороджувальний вогонь. Зрештою, мали вплив засоби електронної протидії Союзників і гірший рівень підготування особового складу, що значною мірою складався з цивільних.
У багатьох німецьких містах жителі з захопленням спостерігали за боротьбою зеніток з бомбардувальниками, часто наражаючись на небезпеку. Вибухаючи, зенітні снаряди утворювали «дощ» з уламків, що з пронизливим звуком падали на німецькі міста. Ці уламки потім збирали школярі. Однак ставлення цивільних людей до зенітної артилерії було неоднозначне, вони часто були невдоволені її ефективністю. Зенітники ставали предметом анекдотів і насміхань з боку німецьких громадян.

### Сухопутні кампанії

#### Польська та французька кампанії
У польській кампанії 1939 року зенітну артилерію різних типів успішно застосовували проти нечисленних польських літаків, були кілька випадків вогню проти наземних цілей. Зенітні підрозділи належали Люфтваффе й були придані Вермахту на рівні армії. Цей підхід виявився не надто ефективним, оскільки гармати перебували задалеко від лінії фронту. За результатом кампанії генерал зенітної артилерії Ґюнтер Рюдель рекомендував придання зеніток на рівні менших з'єднань, ближче до лінії фронту. Було створено два корпуси зенітної артилерії для її більш гнучкого застосування.
У французькій кампанії 1940 року зенітну артилерію різних типів успішно використовували проти повітряних цілей і фортифікацій, вона відіграла важливу роль у прориві лінії Мажино. Вперше 88-мм зенітки почали цілеспрямовано застосовувати в ролі протитанкової артилерії тоді, коли німці зіштовхнулись з британськими Matilda та французькими Char B1. Проти них 37-мм протитанкові гармати Pak 35/36 виявились безсилі, а польова артилерія більших калібрів не мала бронебійних боєприпасів. Ця нова роль Flak 18/36/37 була польовою імпровізацію, однак німецька армія усвідомила, що в її інвентарі є потужний протитанковий засіб до появи чого-небудь більш підхожого. Проти укріплень і бронетехніки також застосовували невелику кількість самохідних 8,8 cm Flak Sfl. Всього зенітні підрозділи уразили 503 літаки, 152 танків, 151 укріплення, 13 фортів і понад 20 суден. Особливо відзначився 102-й зенітний полк під командуванням Вальтера фон Гіппеля, що окрім успішних дій проти наземних цілей, збив 243 літаки.
За результатами обох кампаній німецькі офіцери високо оцінили ефективність зенітних підрозділів і прагнули більшої їх кількості у сухопутних військах.

#### Північноафриканська кампанія

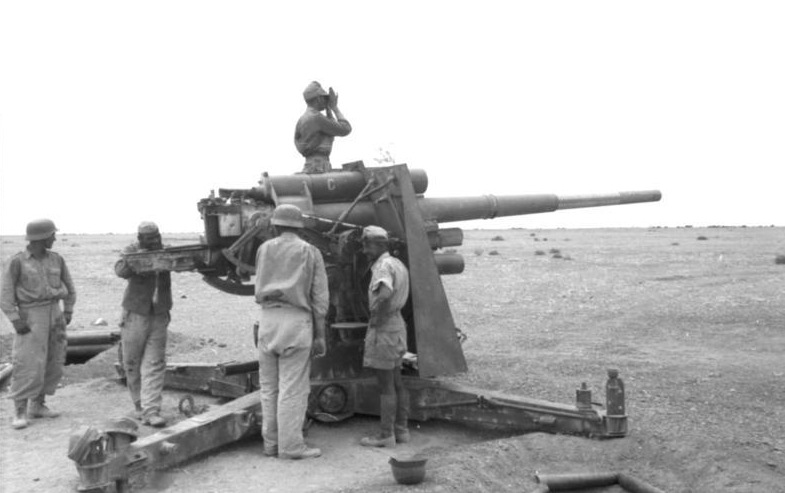
Північна Африка (1942)

Для участі в північноафриканській кампанії 88-мм зенітні гармати прибули в лютому 1941 року разом з корпусом «Африка» під командуванням Ервіна Роммеля. За час маневрових боїв німецькі війська вичерпали ресурси й до середини травня перейшли до оборони. Важкі зенітки відіграли важливу роль у відбитті британського наступу в червні, наприклад, засідка на перевалі Халфая знищила 11 з 12 залучених на цьому відтинку танків Matilda, зірвавши наступ піхоти. Британці загалом використали 170—250 танків, половина з яких була виведена з ладу в перший день наступу, причому значну частину з них підбили саме зенітні гармати. На ділянках фронту, де не було 88-мм гармат, англійцям вдалося прорвати оборону. У боях за Сіді-Омар у листопаді 1941 року один танковий полк втратив від вогню зеніток 48 із 52 своїх танків. У книзі «Найбільша перемога Роммеля» Семюела Мітчема наведено слова історика 9-го королівського уланського полка про ефект снарядів:
|  | Пряме влучання [з 88-мм гармати] нагадувало удар величезної кувалди по танку. Снаряд пробивав акуратний круглий отвір діаметром близько 4 дюймів, у башту вривався вихор розпечених до червоного уламків. Таке влучання зазвичай означало смерть… До самого кінця війни 88-мм гармати залишалися нашим найнебезпечнішим ворогом. |

Пласка та відкрита пустеля дозволяла 88-мм зеніткам використати свою перевагу щодо віддалі: вони відкривали вогонь по британських танках з відстаней 2000 м і більше, з яких ті не могли давати відсічі. Вони відігравали важливу роль проти наступів, які часто завершувались заманюванням британських танків у пастки з важкими зенітними гарматами. З часом Роммель отримував усе більше 50-мм протитанкових гармат і танків Pz III з довгоствольними 50-мм гарматами, й тому менше залежав від важких зеніток, хоча вони все ще лишались найгрізнішою протитанковою зброєю. Станом на травень 1942 їх було в наявності 48 одиниць.
Поява в середині 1942 великої кількості британських Valentine та американських M3 Grant та M4 Sherman, проти яких німці мали тільки незначну кількість Pz IV з довгоствольними 75-мм гарматами та трофейних радянських 76-мм систем, знову зробила зенітки важливими. Їхня кількість восени того року складала вже 86 одиниць. Їх використовували до самого кінця кампанії: в травні 1943, під час останніх боїв кампанії в Тунісі, коли фронт був розвалений і паралізований нестачею пального, продовольства та боєприпасів, німецький загін з 88-мм гарматами протягом двох днів стримував наступ англійської 6-ї бронетанкової дивізії біля Хаммам-Ліфа.

#### Німецько-радянська війна

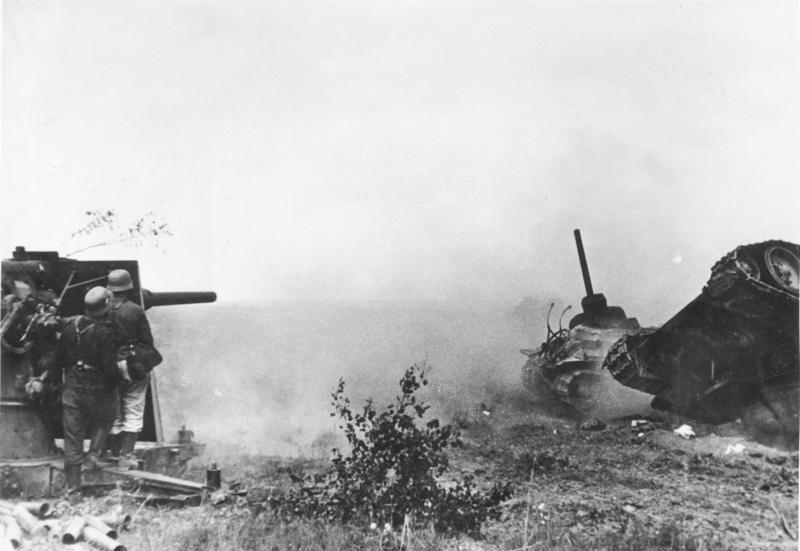
Зенітка поряд зі знищеними Т-34 (1942)

Станом на початок німецько-радянської війни 22 червня 1941 року основу німецької протитанкової артилерії становили 37-мм Pak 35/36 та значно менш численні 50-мм Pak 38, які пробивали лобову броню новітніх радянських Т-34 та КВ-1 лише з невеликих відстаней. Аналогічною була ситуація і з танковим озброєнням, представленим 37-мм гарматами на Pz III та Pz 38(t), 50-мм на новіших Pz III та короткоствольними 75-мм на Pz IV. Ураження на великих відстанях могли забезпечити лише важкі 88-мм зенітки Flak 18/36/37 або 105-мм польові гармати sK 18. Разом з тим, їх застосування було обмежене — за радянською статистикою з-поміж виведених з ладу Т-34 від початку війни до вересня 1942 лише 3,4% припадали на 88-мм снаряди, тоді як 61,8% уражень забезпечували 50-мм снаряди, по 10% — 37-мм та 75-мм. Німецький танкіст-ас Отто Каріус у книзі «Тигри в багні» пригадував:
|  | Нашим єдиним порятунком була 88-мм зенітна гармата. З її допомогою можна було ефективно діяти навіть проти цього нового російського танка [Т-34]. Ми стали з найвищою повагою ставиться до зенітників, яким до цього від нас діставалися лише поблажливі посмішки. |

З 1942 року Вермахт почав отримувати довгоствольні 75-мм гармати, зокрема протитанкові Pak 40 і танкові KwK 40 на Panzer IV, які вже могли ефективно боротись проти радянської техніки, зменшуючи потребу у використанні громіздких зеніток. 1943 року з'явились добре озброєні та броньовані танки Panther і Tiger, а також 88-мм протитанкові гармати Pak 43, включно з їх самохідними версіями. Ця техніка ефективно боролась проти радянських танків до кінця війни, однак Flak 18/36/37 застосовували в такій ролі й надалі.

#### Інші кампанії

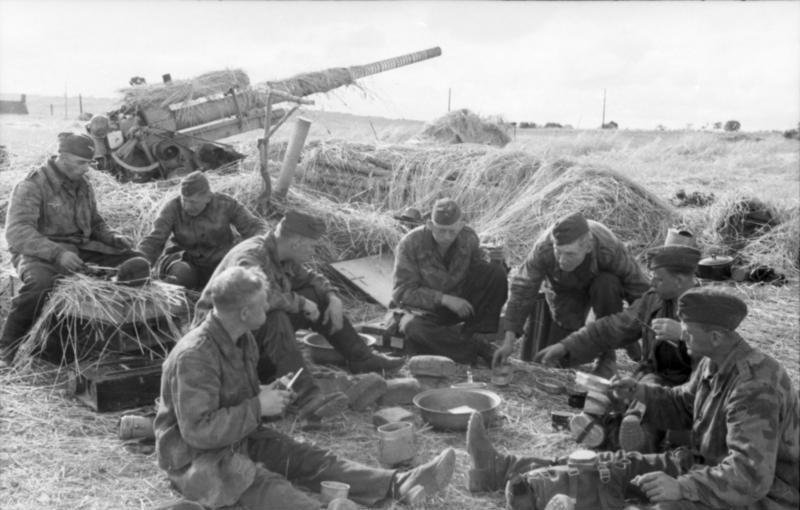
Гармата з обслугою у Франції (1944)

Гармати використовували й на Західному фронті, що відкрився 1944 року висадкою Союзників у Нормандії. Від висадки все більше гармат переводили з ППО до наземні підрозділи в намаганні стримувати наступ на двох фронтах. Одним із прикметних випадків є оборона Бургебю в ході британської операції «Гудвуд», у якій було задіяно 72 88-мм гармати, з яких більшість складали Flak 18/36/37. Британці вважали відкриту місцевість добре придатною для танкового наступу, який здійснили без підтримки піхоти й артилерії, однак шквальний вогонь артилерії легко знищував танки M4 Sherman та Cromwell, яких було втрачено близько 400. Натомість у ході Арденнської операції німецькі війська пожертвували 100 батареями без значного ефекту.

## Оператори

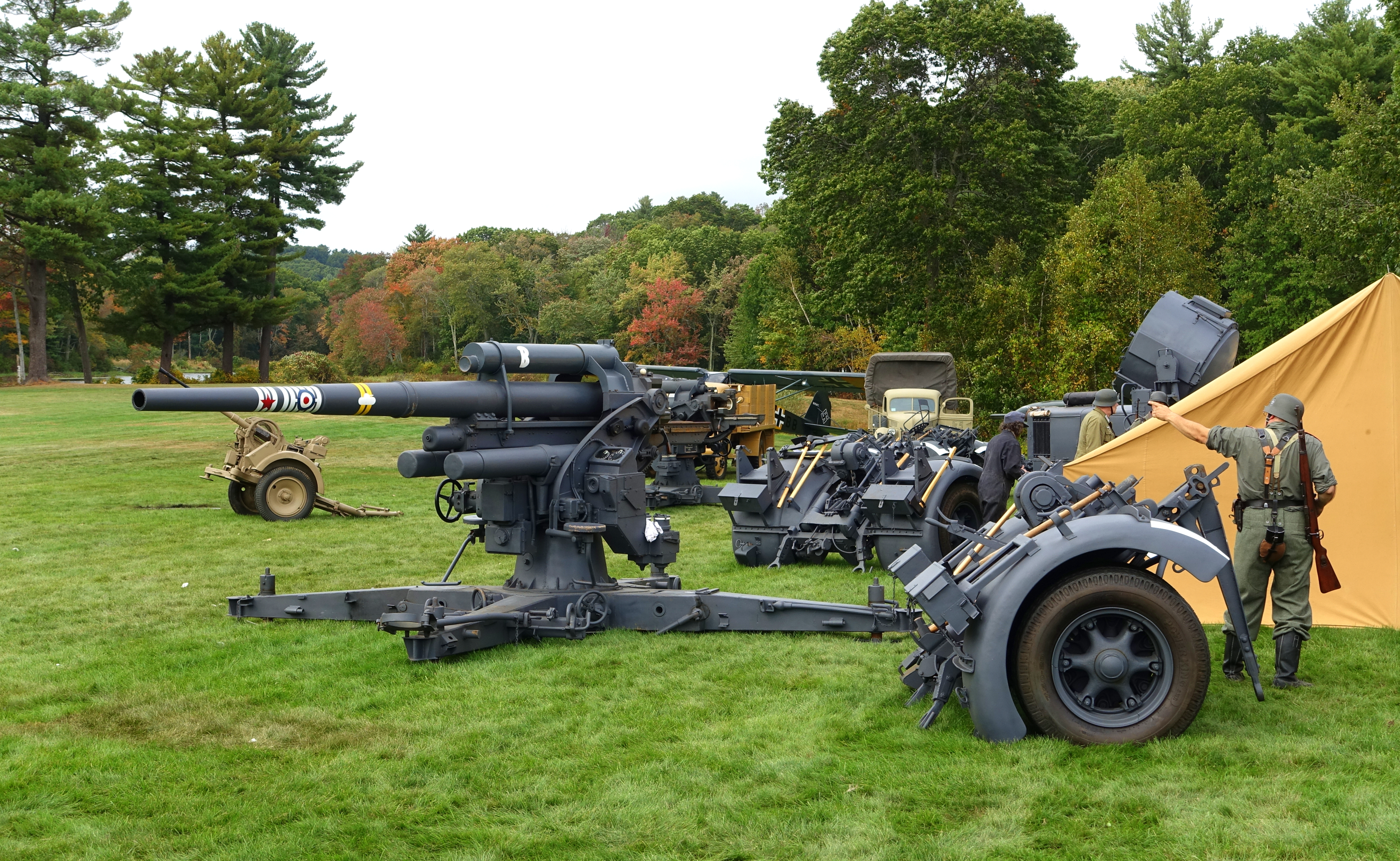
Flak 18/36/37 або FT-44 на сучасній реконструкції

Після Другої світової більшу частину 88-мм гармат розібрали на металобрухт, встановили як «вартових брам» або передали до музеїв, однак деякі країни зберегли на озброєнні закуплені чи отримані іншими способами гармати. Країни, що придбали та/або отримали гармати під час Другої світової:
- Німеччина — головний оператор.
- Аргентина — 18 одиниць Flak 18 закуплено 1938 року, що стало одним із найперших постачань на експорт.[39]
- Франкістська Іспанія — 1939 року Німеччина передала всі розгорнуті під час громадянської війни гармати й надавала нові пізніше. Станом на 1945 рік їх було передано 140 одиниць.[39] Крім того, 1941 року Іспанія придбала ліцензію на виробництво, яке розпочалось 1943 року, але тільки з 1946 масово. Іспанія називала власну модифікацію FT-44[⇨]. Виробництво малими партіями тривало до 1962 року, всього виготовлено близько 226 одиниць. Наприкінці 1960-х їх ефективність була сумнівна, з 1972 року їхні лафети спробували конвертувати в ЗРК, однак проєкт закрили. На початку 1990-х залишки FT-44 почали розпродавати кіностудіям та ентузіастам, тож вони опинились у багатьох місцях світу. Значна частина 88-мм зеніток, які нині можна побачити, насправді є іспанськими FT-44.[34]
- Королівство Італія — з 1941 країна отримала невідому кількість від Німеччини, позначивши їх як «Cannone da 88/56 CA modello 18-36». Хоча країна мала виробництво власних Cannone da 90/53[en], не гірших за німецькі, їх було недостатньо. Після виходу Італії з війни 1943 року, Німеччина отримала ці гармати назад.[39]
- Перша словацька республіка отримала 4 гармати в 1941 та ще 20 стаціонарних «/2» у 1944.[39]
- Фінляндія 1943 року закупила 18 одиниць Flak 37 разом з трьома Kommandogerät 40, а 1944 року придбала ще 72 гармати в статичній версії «/2», з яких по 12 встановили в містах Гельсінкі, Котка, Тампере й Турку. Гармати носили позначення «88 mm ilmatorjuntakanuuna vuodelta 1937 mallia Rheinmetall-Borsig» (скорочено ItK/37 RMB).[39] Вони перебували на озброєнні протиповітряних сил до 1969 року, після чого їх передали до берегової артилерії, де вони з часом стали переважно тренувальними засобами. Боєприпаси виготовляли фінські підприємства.[34]
- Країни Антигітлерівської коаліції, зокрема Велика Британія та США, застосовували трофейні гармати. У червні 1943 в США видали посібник з експлуатації TM E9-369A на основі досвіду інтенсивної експлуатації.[39]

Армії деяких країн, що звільнились з-під німецької окупації, озброїлись гарматами, що залишились від німців:
- Норвегія взяла на озброєння 360 з 505 Flak 36/37, розміщених на її території за час окупації. Вони перебували на озброєнні ППО до початку 1950-х, коли їх замінили американські M1A1 та M2. Після цього 125 гармат передали до берегової охорони, де вони прослужили до середини 1960-х, замінені на колишні німецькі корабельні гармати більших калібрів.[34]
- Франція мала невідому кількість гармат, частину з яких застосовувала в індокитайських війнах. Оскільки супротивники не мали авіації, то гармати використовували проти наземних цілей. Це було останнє активне застосування цих гармат у повномасштабному конфлікті.[34]
- Чехословаччина мала невідому кількість 88-мм гармат, у тому числі Flak 41, з часом їх замінили радянським обладнанням.[34]
- Югославія використовувала близько 170[65] гармат, деякі з них навіть застосовували в балканських війнах 1990-х.[34]

## Оцінки

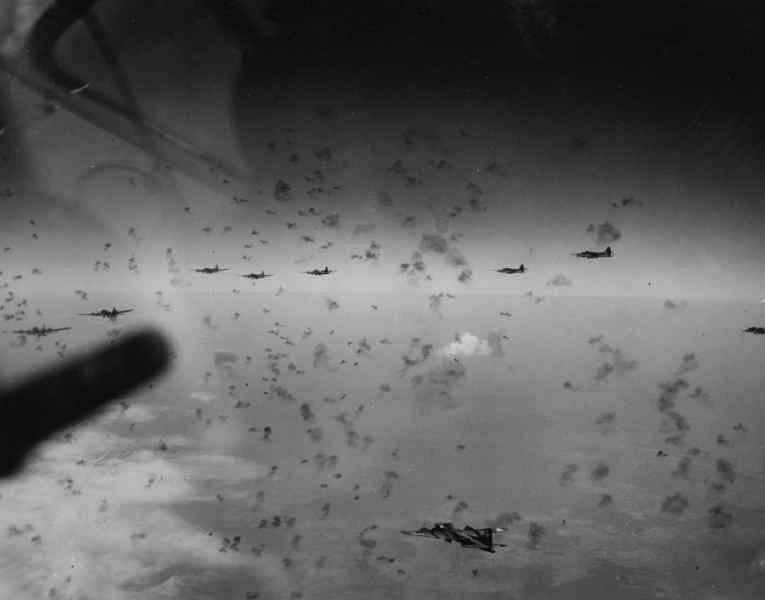
B-17 пролітають крізь надзвичайно інтенсивний вогонь важких зеніток

Flak 18/36/37 називають найвідомішими зразками артилерії Другої світової. Хоча інші країни мали аналогічні гармати, жодна з них не набула порівнюваної слави. Попри свою майже легендарну репутацію та застрашливий ефект на танкістів і пілотів, німецькі 88-мм зенітки були звичайними гарматами для свого часу. Більшість аналогів не поступались німецьким або навіть перевершували їх. Однак Flak 18/36/37 були легші й мобільніші за американські й британські зразки, що надавало їй універсальності. Щобільше, в другій половині війни Союзники почали застосовувати детонатори з давачами наближення, що зробили їхню зенітну артилерію набагато ефективнішою, тоді як німці таких підривачів не мали.
Головною причиною славнозвісності гармати був підхід до її застосування. Для країн Антигітлерівської коаліції зенітні гармати були суто зенітними гарматами й інші вимоги до них не висували. Конструкції гармат і навчання особового складу були пристосовані лише до протиповітряної оборони, випадки їх застосування проти наземних цілей були рідкісні. Така різниця в підходах виникла за результатами громадянської війни в Іспанії, де франкісти показали ефективність 88-мм гармат проти наземних цілей. Іншою важливою причиною популярності став їхній несподіваний вплив на протистояння броні та засобів ураження — знищення добре захищених танків на великій відстані шокувало вояків і породжувало повідомлення про секретну зброю.
Успішне застосування проти бронетехніки не означало, що її конструкція добре цій ролі пасувала. Насправді, як для протитанкової гармати, вона була дуже висока та важка, тож її було важко замаскувати. Для них були потрібні старанно підібрані й облаштовані позиції, тож більшість успішних дій проти бронетехніки були здійснені за допомогою засад. Крім того, значна маса гармати практично не дозволяла її рух вручну. 88-мм протитанкові гармати Pak 43 загалом виправили ці проблеми та з 1943 року почали поступово замінювати зенітки в цій ролі, хоч і не замінили повністю.
| Назва                | Країна          | Рік прийняття | Калібр, мм | Маса снаряда, кг | Початкова швидкість, м/с | Бойова маса, кг | Практична стеля, м |
| -------------------- | --------------- | ------------- | ---------- | ---------------- | ------------------------ | --------------- | ------------------ |
| 8,8 cm Flak 18/36/37 | Німеччина       | 1933          | 88         | 9                | 820                      | 4986            | 8000               |
| QF 3.7-inch          | Велика Британія | 1938          | 94         | 12,7             | 792                      | 9317            | 9750               |
| Зр. 1939 (52-К)      | СРСР            | 1939          | 85         | 9,2              | 800                      | 4330            | 8400               |
| M1                   | США             | 1940          | 90         | 10,6             | 823                      | 8620            | 10 300             |

### Аналоги
Озброєння з подібними задачами, можливостями та історичним періодом:
- 8,8 cm Flak 41
- 90 mm M1/M2/M3
- Cannone da 90/53[en]
- QF 3.7-inch
- 85-мм зенітна гармата зразка 1939 року (52-К)
- Тип 99 (зенітна гармата)[en]